# Препозит священной опочивальни
Препозит священной опочивальни (praepositus sacri cubiculi), в русской литературе иногда также «препозит священной спальни», «начальник священной спальни», «обер-камергер» — в Поздней Римской империи и ранней Византии чиновник, заведовавший личными покоями императора, как правило, евнух. Ему подчинялся примикирий священной опочивальни (primicerius sacri cubiculi), непосредственно руководивший евнухами (cubicularii — постельничие) и другими слугами, обслуживающими императора, castrensis (эконом дворца), комит священных одежд (comes sacrae vestis) и другие придворные служители.

## Описание должности
В Западной Римской империи должность препозита и штат придворных евнухов сохранялись до самого конца её существования (в Риме найдено надгробие постельничьего Антемия, умершего в 471 году); при дворе остроготского короля Теодориха Великого также был препозит священной опочивальни с готским именем Тривила. В Восточной Римской империи в VI веке вместо «препозит священной опочивальни» начал употребляться титул «препозит священного дворца» (praepositus sacri palatii), затем — просто «препозит». Структура дворцовой администрации менялась, но препозит священной опочивальни неизменно сохранял огромное влияние на императора и принимал участие не только в придворных делах, но и в политике империи, в церковных делах, иногда даже командовал войсками.
Препозит мог исполнять свою должность достаточно долго (например, Евсевий — с 337 по 361 год), иногда — пожизненно. Препозитов подозревали в политических убийствах или они на самом деле их осуществляли: Евсевий, препозит при Констанции II якобы пытался покушаться на жизнь его двоюродного брата Юлиана; Хрисафий пытался организовать убийство Аттилы; по приказу императора Гонория препозит Теренций и примикирий Арсакий казнили Евхерия — сына попавшего в немилость Стилихона. В обществе препозит, как и другие придворные евнухи, как правило, не пользовался популярностью, и многие из них были привлечены к ответственности и казнены. Евсевий был после смерти Констанция II казнён Юлианом Отступником; после смерти Феодосия II погиб Хрисафий; Евтропий, которого император Аркадий сделал консулом, был казнён в том же году.
Препозит имел титул vir illustris (блистательный муж). В 422 году действующие и вышедшие в отставку препозиты были приравнены по своим привилегиям к префектам претория (или префектам Рима и Константинополя). В отставке они обычно вели мирную жизнь, приобретя дом в Риме или Константинополе и загородное поместье (как, например, препозит императора Юлиана — Евтерий, о котором с уважением отзывался Аммиан Марцеллин).

## Известные препозиты
- Евтропий
- Нарсес